# Sestry svatého Augustina v Polsku
Sestry svatého Augustina v Polsku (polsky: Zgromadzenie Sióstr Świętego Augustyna w Polsce) je ženská řeholní kongregace, jejíž zkratkou je O.S.A.

## Historie
Počátek kongregace sahá k 4. říjnu 1583, kdy vznikla komunita augustiánských terciářek v Krakově.
Roku 1666 se komunita stala tzv. druhým augustiniánským řádem (řeholnice).
Dne 17. února 1964 kardinál Stefan Wyszyński přetvořil klášter na kongregaci s diecézním řízením.
Dne 25. července 1969 byla kongregace začleněna do Řádu svatého Augustina a 15. srpna 1983 získala schválení Svatým stolcem.

## Aktivita a šíření
Kongregace se věnuje výchově a křesťanskému vzdělávání dětí a mládeže a dalším formám apoštolátu.
Jsou přítomny na různých místech v Polsku; generální kurie se nachází v Krakově.
K roku 2011 měla kongregace 61 sester v 6 domech.